# Jean Seznec
Jean Joseph Seznec (* 19. März 1905 in Morlaix, Bretagne, Frankreich; † 22. November 1983 in Chipping Norton, Oxford, England) war ein französischer Kunst- und Literaturhistoriker, der sich insbesondere mit der Mythographie des Mittelalters und der Renaissance beschäftigt hat.

## Leben
Seznec ist als Sohn eines Lehrerehepaars in Morlaix aufgewachsen, wo er zu Schulzeiten mit dem bretonischen Maler und Keramiker Pierre Cavellat Freundschaft schloss. In der Folge absolvierte er ein Studium an der École normale supérieure in Paris. Im Jahr 1929 wurde er Mitglied der Académie de France à Rome und hat mit Émile Mâle zusammengearbeitet, dessen Methodologie er schätzte. Von 1930 bis 1933 war er lecturer für französische Literatur an der University of Cambridge, im Jahr 1934 Lehrer für alte Sprachen und Französisch am Lycée Thiers in Marseille. Noch im selben Jahr wurde er zunächst Lektor, dann stellvertretender Direktor des Institut Français de Florence. Als Frankreich im Jahr 1939 in den Zweiten Weltkrieg eintrat, kehrte Seznec zurück, um als Offizier der Gebirgsjäger zu kämpfen. Im selben Jahr wurde auch sein Hauptwerk La Survivance des dieux antiques in kleiner Auflage in Gap gedruckt, aber erst nach der Befreiung veröffentlicht. Für dieses Werk hat ihm die Académie des Inscriptions et Belles-Lettres 1948 den Prix Fould verliehen. Nach dem Krieg trat Seznec eine Stelle im Department of Romance Languages and Literatures der Universität Harvard an, dessen Leitung er im darauffolgenden Jahr übernahm. In dieser Zeit hat er eine Reihe von Zeichnungen von Jean Honoré Fragonard entdeckt, die er in einem Katalog und in einer Ausstellung in der National Gallery of Art in Washington, D.C. der Öffentlichkeit zugänglich machte. Im Jahr 1950 wurde er als Nachfolger von Gustave Rudler (1872–1957) zum Marshal Foch Professor of French Literature an der Universität Oxford und Fellow des All Souls College ernannt, wo er bis 1972 forschte und lehrte.
Seznec war seit 1954 in zweiter Ehe mit Simone Lee verheiratet. Sein Sohn Alain Seznec war Professor an der Cornell University.
Seznec hat die folgenden Auszeichnungen erhalten: Mitglied der American Academy of Arts and Sciences, Mitglied der Medieval Academy of America, Fellow der British Academy, Offizier der Légion d’Honneur, Prix du Rayonnement Français der Académie française im Jahr 1972, Kommandeur des Ordre national du Mérite im Jahr 1973.

## Werk
In seinem Hauptwerk Das Fortleben der antiken Götter zeigt Seznec, wie die Götter der alten Griechen und Römer in der schriftlichen und bildlichen Überlieferung des Mittelalters in verschiedenen Formen fortlebten, bis sie in der Kunst und Literatur der Renaissance „wieder ihre klassische Gestalt erhielten“. Diese Forschungsarbeit entstand unter dem Einfluss der Gelehrten des Warburg Institute, namentlich: Fritz Saxl, Erwin Panofsky und Aby Warburg selbst.
Im Jahr 1957 hat Seznec zusammen mit Jean Adhémar begonnen, die Salons, die literarischen und künstlerischen Kritiken, die Denis Diderot zwischen 1759 und 1781 verfasst hatte, herauszugeben und zu kommentieren, und hat damit einen wesentlichen Beitrag zum Verständnis der Geschichte des Geschmacks geleistet.
Während seiner Tätigkeit in Oxford war Seznec Mitglied des Editorial Board, dann des Advisory Board der Fachzeitschrift French Studies.

## Mitgliedschaft
1943 wurde Seznec in die American Academy of Arts and Sciences gewählt.

## Veröffentlichungen (Auswahl)
- La survivance des dieux antiques. Essai sur le rôle de la tradition mythologique dans l’humanisme et dans l’art de la Renaissance (Studies of the Warburg Institute, Band 11). The Warburg Institute, London 1940; zweite Auflage Flammarion, Paris 1980, Nachdruck 1993.
  - englische Übersetzung: The survival of the pagan gods. The mythological tradition and its place in Renaissance humanism and art. Übersetzt von Barbara F. Sessions, New York 1953, Nachdruck Princeton University Press, Princeton/NJ 1972, 1995.
  - deutsche Übersetzung: Das Fortleben der antiken Götter. Die mythologische Tradition im Humanismus und in der Kunst der Renaissance. Aus dem Französischen von Heinz Jatho. Fink, München 1990, ISBN 3-7705-2632-5.
  - spanische Übersetzung: Los dioses de la Antigüedad en la Edad Media y en el Renacimiento. Übersetzt von Juan Aranzadi, Taurus, Madrid 1983.
  - japanische Übersetzung
- (mit Elizabeth Mongan und Philip Hofer):  Fragonard Drawings for Ariosto. Pantheon Books, New York 1945.
- Essais sur Diderot et l’Antiquité. Clarendon Press, Oxford 1957.
- Marcel Proust et les dieux. The Zaharoff lecture for 1962. Clarendon Press, Oxford 1962.
- (Hg., mit Jean Adhémar): Denis Diderot, Salons, in vier Bänden, Clarendon Press, Oxford 1957–1966, zweite Auflage in drei Bänden 1975–1983.
- (Hg., mit  Herbert Dieckmann):  Diderot et Falconèt: Correspondance. Les six premières lettres (Analecta Romanica, Heft 7). Texte en partie inédit, établi et présenté avec variantes, notes et introduction. Klostermann, Frankfurt am Main 1959.